# Is It Right
Chansons représentant l'Allemagne au Concours Eurovision de la chanson

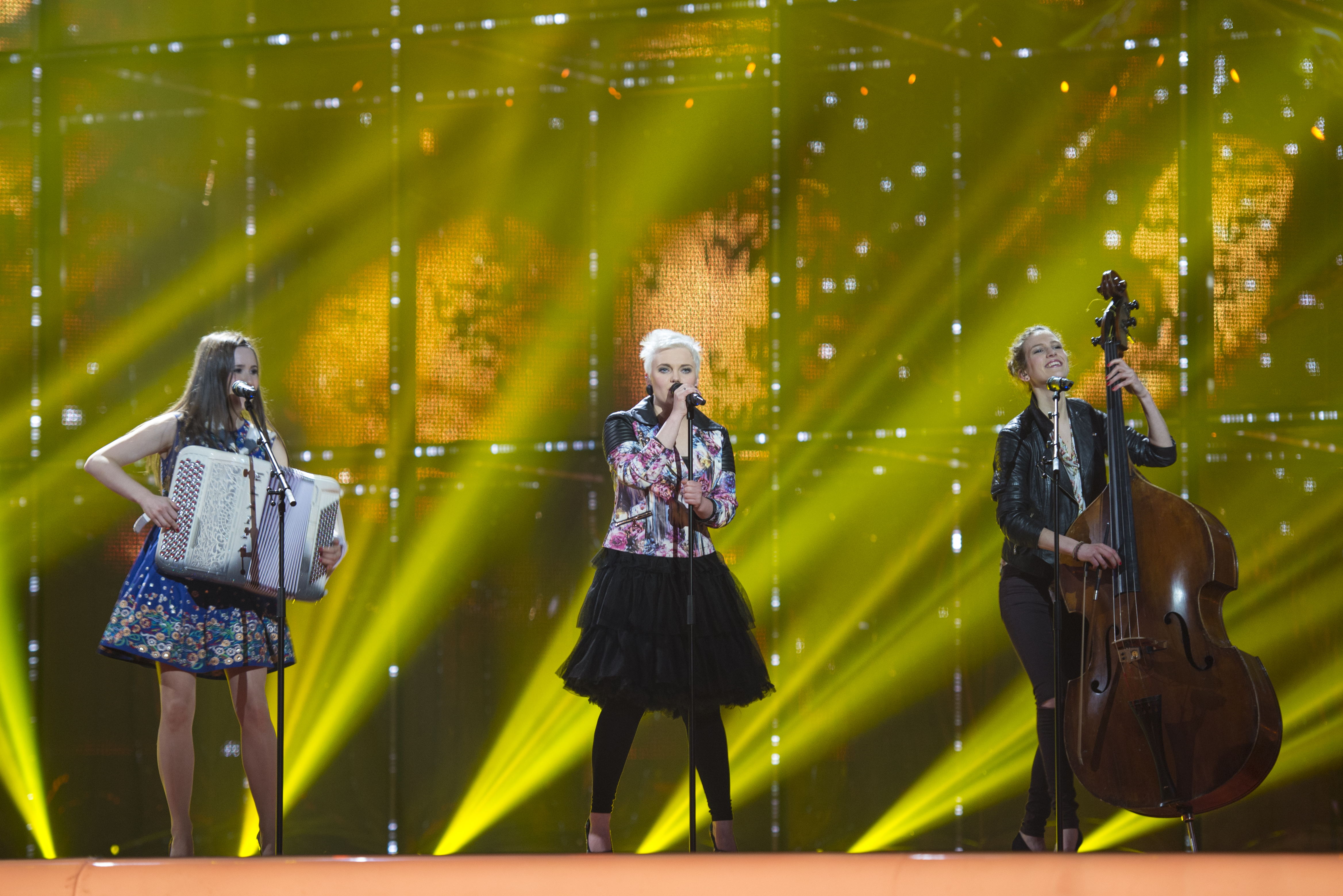

Glorious
(2013) Black Smoke
(2015)
Is It Right (en français, Est-ce d'accord) est la chanson représentant l'Allemagne au Concours Eurovision de la chanson 2014. Elle est interprétée par le trio féminin Elaiza.

## Histoire
La chanson écrite et composée par Elżbieta "Ela" Steinmetz, la leader du groupe, avec Adam Kesselhaut pour les paroles et Frank Kretschmer pour la musique, paraît dans le LP March 28 du label BerlinerMeisterSchallplatten ; les enregistrements ont eu lieu le 28 mars 2013. En novembre 2013, elle fait l'objet d'un clip sur YouTube. Le groupe est sélectionné pour participer au concert de sélection allemande pour le Concours Eurovision de la chanson. Le groupe remporte la sélection avec un peu moins d'un quart des votes.
Le 28 février 2014, Elaiza sort sur le label Heart of Berlin l'EP Is It Right / Fight Against Myself. Le 14 mars, le groupe est le vainqueur final de la sélection allemande pour le concours.
Elaiza est présent au concours le 10 mai. Is It Right obtient 39 points (8 de la Pologne, 7 points de la Suisse, 6 points de l'Arménie, 5 points de la Géorgie et de l'Ukraine, 4 points de l'Albanie et 2 points de la Roumanie et de la Slovénie) et finit 18e sur 26 participants.